# Jennum (Vejle Kommune)
 For alternative betydninger, se Jennum. (Se også artikler, som begynder med Jennum)
Jennum er en landsby i Sydjylland i den nordlige ende af Skibet Sogn, oven for nordskrænten af Vejle Ådal. Landsbyen befinder sig i Vejle Kommune og hører til Region Syddanmark.
Jennum ligger på vejen fra Skibet til Jelling. Fra syd går vejen op over den stejle Jennum Bakke og svinger mod vest gennem byen. I den vestlige udkant deler vejen sig og går dels mod nord til Jelling, dels mod vest ind i den nordlige ende af Bredsten Sogn. I den sydlige ende af byen går der en sidevej østpå mod Jennum Skov, hvor den svinger mod nord til Rugballe i Jelling Sogn.
Jennum har en brugs og havde indtil 1963 en landsbyskole.
På den tid var der også en telefoncentral. Omstillingsbordet stod i hjørnet af en privat stue, og i entreen hang der en mønttelefon.
Og Jennum havde en sognefoged. Han var på aftægt i en af landsbyens firlængede gårde.
|  | Denne artikel om lokaliteten Jennum (Vejle Kommune) kan blive bedre, hvis der indsættes et (bedre) billede. Du kan hjælpe ved at afsøge Wikimedia Commons for et passende billede eller lægge et op på Wikimedia Commons med en af de tilladte licenser og indsætte det i artiklen. |